# ولیکیه لوکی
شهر ولیکیه لوکی (به روسی: Великие Луки) در کشور روسیه و در اوبلاست پسکوف واقع شده‌است.

## نگارخانه

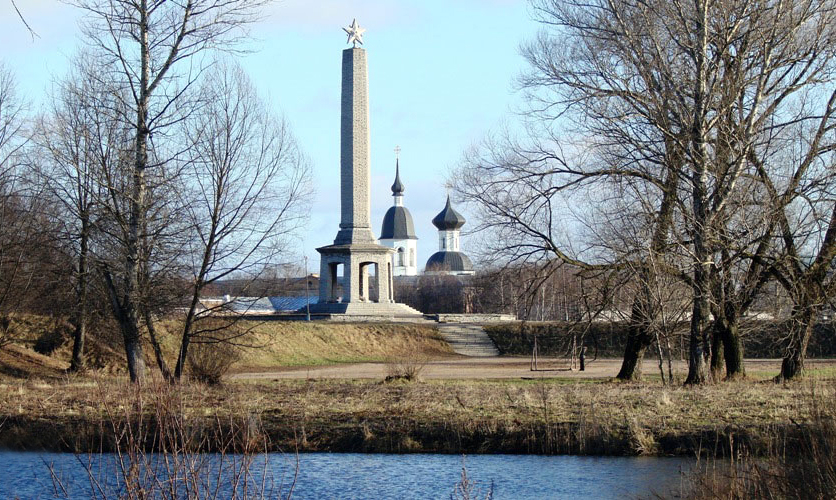
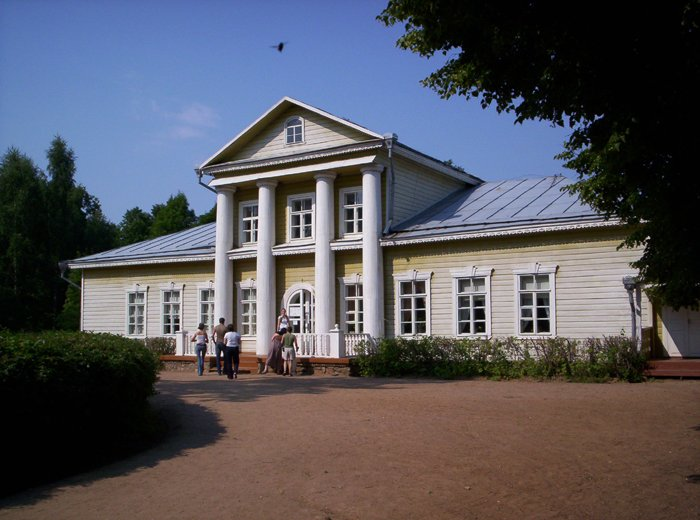
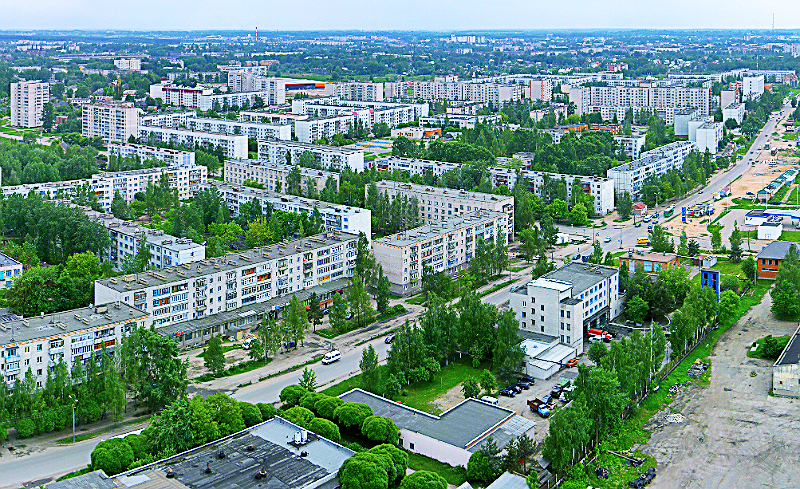
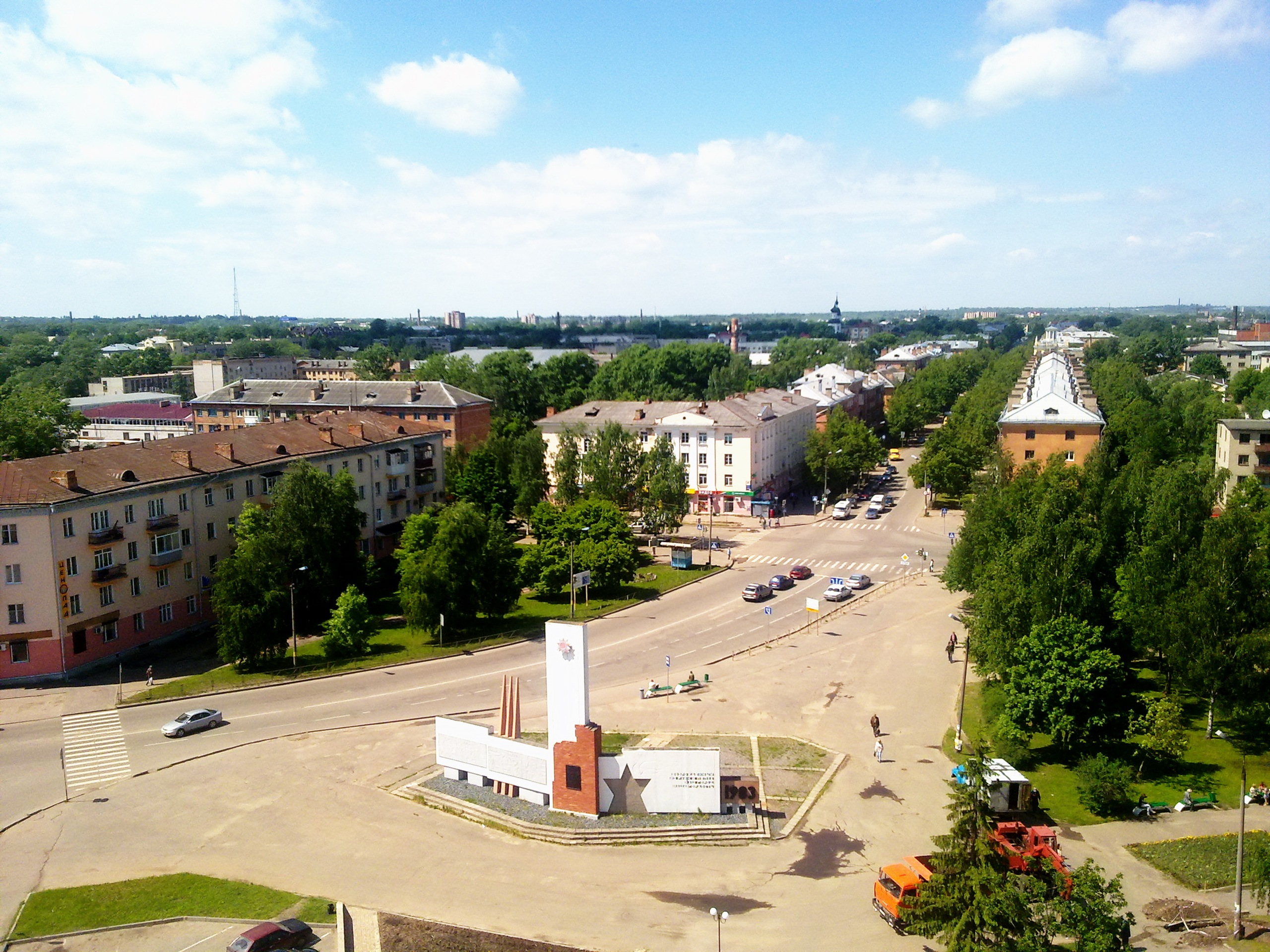